# IJsseldeltastadion
IJsseldeltastadion – stadion piłkarski w Holandii, w Zwolle. Został wybudowany w 2009 r. w miejscu dawnego stadionu FC Zwolle Oosterenkstadion. Stadion pomieści 12.500 widzów.

## Historia
W posiedzeniu rady miasta w dniu 17 marca 2003, zdecydowano się na budowę nowego stadionu w Zwolle. Miał to nie tylko być stadion, ale także sklepy, obiekty rekreacyjne, siłownie, hotel i kasyno, cały kompleks z 35 000 metrów kwadratowych powierzchni handlowej powstał z 400 miejsc zabudowy. Projekt był opóźniony, bo mieszkańcy protestowali przeciwko budowie. Po referendum z 12 maja 2005 r., doszło  do budowy. 11 sierpnia 2006 została uzgodniona z FC Zwolle umowa na dzierżawę stadionu. Umowa została zawarta na okres 25 lat i obejmuje obok stadionu 10500 objętych innych miejsc, część klubu, biura, garderoby oraz inne pomieszczenia i miejsce sędziego.
Budowa rozpoczęła się 9 marca 2007 r. i otwarcie stadionu odbyło się w dniu 29 sierpnia 2009 r. Nowy budynek znajduje się około 40 metrów od miejsca starego stadionu Oosterenkstadion. 10.500 miejsc rozłożonych jest na czterech oddzielnych, zadaszonych trybunach. W rogach są biurowce, hotel i kasyno. Przy wejściach jest jedenaście kołowrotków. Klub biznesowy jest na dwóch piętrach. Na pierwszym piętrze 1000 metrów kwadratowych jest duży pokój i kilka mniejszych sal. Na drugim piętrze znajdują się miejsca VIP i restauracja z widokiem na boisko. Oświetlenie nie jest tak powszechne dziś w nowym budownictwie, zintegrowany z dachem. Są one usytuowane na czterech słupach rurowych stalowych w narożnikach stadionu. Dla osób odwiedzających, specjalne miejsca są ustawione na wschodniej trybunie. Fani odwiedzający stadion mogą znaleźć swoje miejsca na Südrang. Na 600 miejsc jest ściana z pleksi oddzielona. Zakres może się części 400 i części 200 w przestrzeni  oddzielanych. Wokół stadionu znajduje się 1260 miejsc parkingowych dla gości.
W czerwcu 2012 roku, klub postanowił poszerzyć stadion na 12 000 miejsc. W ciągu najbliższych trzech do pięciu lat powinni zwiększyć pojemność do 14500.

## Trybuny
- Trybuna Henka Timmera  (zachód)
- Trybuna Freda Patricka (wschód)
- Trybuna Martena Eibrinka (północ)
- Trybuna Klaasa Drosta (południe)